# HAT-P-52
HAT-P-52 — звезда, которая находится в созвездии Овен на расстоянии около 1255 световых лет от нас. Вокруг звезды обращается, как минимум, одна планета.

## Характеристики
HAT-P-52 — звезда 14,068 видимой звёздной величины, её не видно невооружённым глазом. Её масса и радиус равны 88% и 89% солнечных соответственно. Температура поверхности звезды составляет приблизительно 5131 кельвинов. Её светимость равна 0,496 солнечной. Возраст HAT-P-52 оценивается приблизительно в 9,4 миллиарда лет.

## Планетная система
В 2015 году командой астрономов, работающих в рамках проекта HATNet, было объявлено об открытии планеты HAT-P-52 b в системе. Это горячий газовый гигант, обращающийся очень близко к родительской звезде, с массой и радиусом, равными 0,819 и 1,009 юпитерианских соответственно. Открытие было совершено транзитным методом.